# Offensive tackle

Offensive tackle (OT) (T) - pozycja zawodnika formacji ataku w futbolu amerykańskim i kanadyjskiego. Zawodnik ten należy do offensive line.
W skład formacji ataku wchodzi dwóch zawodników typu tackle, którzy praktycznie zamykają formacje offensive line. Jeden ustawiony jest po lewej, zaś drugi po prawej stronie, tuż obok graczy typu guard. Zadania są podobne do zadań, jakie wykonują center i guard. Przy czym zawodnicy ci muszą zwracać baczną uwagę na zawodników z drużyny broniącej, którzy są ustawieni na skrzydłach i chcą ominąć offensive line.